# Charles Pierre François Augereau
Charles Pierre François Augereau (11. listopad 1757, Paříž/St. Marceau – 11. červen 1816), vévoda z Castiglione, byl generál revoluce a maršál Francie v době prvního císařství.

## Život
Charles Pierre François Augereau se narodil jako syn obchodníka s ovocem na pařížském předměstí St. Marceau. Vstoupil do armády a sloužil u karabinierů. Vyhledával hádky a souboje a po jednom z konfliktů dezertoval. Sloužil pak v cizích armádách, naposledy v Neapolsku, kde se od roku 1787 živil jako učitel šermu. Když roku 1792 museli všichni Francouzi opustit Neapolsko, vstoupil Augereau jako jeden z prvních dobrovolníků do tvořící se francouzské revoluční armády a již v roce 1793 sloužil v hodnosti divizního generála ve východních Pyrenejích, kde dosáhl několika menších vítězství nad Španěly (1794 a 1795).
Nevychovaný, bezcharakterní a málo nadaný, vynikal však neúnavnou cílevědomostí a neomezenou odvahou. Tu prokázal zejména v bitvě u Millesima a v bitvě u Lodi (1796), kde na sebe upozornil vycházející hvězdu strategie Napoleona Bonaparta. Ten jej pak poslal do Papežského státu. Zde Augereau obsadil Bolognu, potlačil povstání v Romagni a přinutil papeže k míru. Poté byl povolán zpět k hlavní armádě a 5. srpna 1796 byl pravou rukou Bonapartovou při porážce Dagoberta Wurmsera u Castiglione. Nato spolu s Massénou porazil 6. listopadu 1796 Alvinczyho v bitvě u Carmignana.

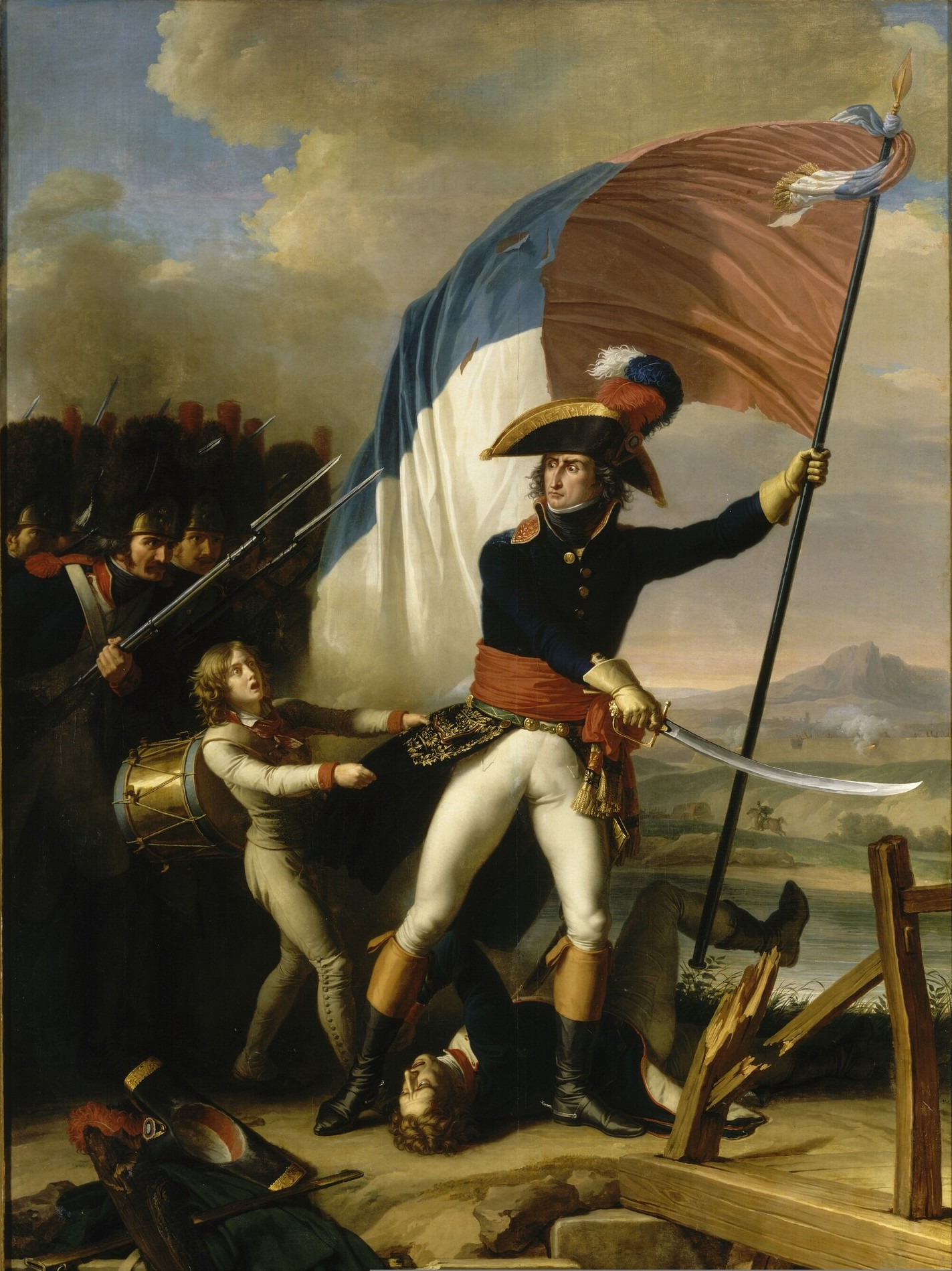
Obraz Augereau na mostě v Arcole, 15. listopadu 1796 (Augereau au pont d’Arcole, 15 novembre 1796) od Charlese Thévenina.

Podílel se též na vítězství u Arcole (15.–17. listopadu 1796) a obsadil Proveru před branami Mantovy. Následně se vydíráním a rabováním značně obohatil. V srpnu 1797 se vrátil do Paříže, kde byl jmenován velitelem pařížské posádky, a pomáhal provést převrat 18. fructidoru (4. září 1797); proti svému očekávání však nebyl jmenován členem Direktoria. Brzy byl odvolán i z velení Rýnské armády a odsunut do Perpignanu. Roku 1799 byl zvolen do Rady pěti set v Paříži. Neměl však schopnosti dosáhnout nejvyšších funkcí, po kterých toužil, a tak se po 18. brumairu podřídil generálu Bonapartovi, kterého dosud považoval za soka.
Byl jmenován vrchním velitelem armády v Holandsku (Batávská republika) a s armádou francouzsko-batavskou táhl na střední Rýn, aby podpořil Moreauovy operace v jižním Německu. Při postupu přes Frankfurt do Würzburgu absolvoval četné boje s nepřítelem, které však nevedly k žádnému výsledku.
Po Lunévillském míru (1801; Traité de Lunéville) žil na svém statku u Melunu až do roku 1803, kdy byl jmenován velitelem armády určené k tažení proti Portugalsku. S přidělenou armádou však nevytáhl do boje, ale zůstal v Paříži, kde v roce 1804 obdržel maršálskou hůl. Roku 1805 mu byl následně udělen titul vévody z Castiglione. Ve válce roku 1805 byl v čele armády pohybující se ve Vorarlbersku a u Dornbirnu přinutil Jelačiće ke kapitulaci.
Roku 1806 byl velitelem levého křídla v bitvě u Jeny. V bitvě u Eylau 8. února 1807 bojoval s nesmírnou statečností, ale v krutých klimatických podmínkách zabloudil. Při útoku na ruské pozice byl jeho sbor téměř zničen a Augereau těžce raněn. Císař jej pak poslal na zdravotní dovolenou do Francie. V roce 1809 byl velitelem v Katalánsku, ale nedosáhl tam žádných úspěchů. Napoleon jej odvolal a nahradil MacDonaldem. Roku 1812 byl velitelem 11. armádního sboru v Berlíně.
Roku 1813 shromáždil jako generální guvernér Frankfurtu a Würzburgu rezervní armádu, která pak začátkem října 1813 vyrazila k Lipsku. V Bitvě národů bojoval Augereau s velkou statečností a vytrvalostí. Po vpádu spojenců do Francie sestavoval Augereau v Lyonu armádu, když byl však v březnu 1814 svědkem pádu Napoleona, zahájil mírová jednání s rakouským generálem Ferdinandem Bubnou z Litic. Tato jednání vedla ke kapitulaci Lyonu 21. března 1814. Podřídil se Ludvíkovi XVIII. a urychlil pád Napoleona, který jej pak do konce života považoval za jednoho z hlavních zrádců. Následně byl králem jmenován členem Válečné rady a pairem. Byl také prohlášen rytířem Řádu svatého Ludvíka.
V březnu 1815 byl postaven do čela 14. divize v Caen. I když byl po návratu Napoleona z Elby označen za zrádce, přesto v provolání ke své divizi Augereau vítal císaře a vzdával mu úctu. Jeho důvěru si však již nezískal. Po druhé abdikaci Napoleona opět vstoupil do komory pairů, z které byl Napoleonem vyloučen. Byl členem válečného soudního senátu, který měl maršála Neye odsoudit, prohlásil se však nezpůsobilým. Poté se maršál Augereau zcela vzdal všech funkcí a vrátil se na svůj statek La Houssaye, kde 11. června 1816 zemřel.